# Chemin de fer d'Autun à Château-Chinon
La ligne de chemin de fer d'Autun à Château-Chinon, familièrement appelée le tacot, était une ligne ferroviaire d'intérêt local française à voie étroite qui reliait, au début du XXe siècle, Autun (Saône-et-Loire) à Château-Chinon (Campagne) (Nièvre), en traversant le Haut-Morvan.

## Historique

### Le projet
En 1789, il a seulement un courrier par semaine entre Château-Chinon et Autun : une « charrette couverte » part le samedi pour arriver à Autun vers 16 h, et revient le dimanche, en empruntant l'ancienne voie romaine par Les Bardiaux, Arleuf et les Pasquelins (l'actuelle route D978 n'existe pas encore). Ce courrier fonctionne encore un siècle plus tard : il transportera des voyageurs jusqu'en 1901, au prix d'alors de 3,50 F par place.
Dès 1847, le comte d'Esterno, maire de La Celle-en-Morvan (alors La Selle) et conseiller censitaire du canton d'Issy-l'Évêque, a détaillé dans un rapport un « projet de chemin de fer transversal de l'est à l'ouest » à étudier entre Nevers et Chalon-sur-Saône ou Chagny, par l'Autunois ; ceci dans la perspective plus large d'une voie transversale de Nantes à Mulhouse. En 1850 et 1851, la ville d'Autun, le conseil général de Saône-et-Loire et le tribunal de commerce d'Autun se déclarent d'accord pour financer les études ; les départements de la Loire-Inférieure et d'Indre-et-Loire font parvenir des vœux dans le même sens.
Avec la ligne de Corbigny à Saulieu, cette ligne est pourtant restée longtemps à l'état de projet. Ce n'est qu'à partir de 1891 que les études démarrent vraiment, et la ligne est déclarée d'utilité publique en 1897.
Le département de la Nièvre a été longtemps réticent à assumer sa part des frais induits. Ainsi, en 1894, les commerçants de Château-Chinon, convoqués à la mairie, considèrent que « cette ligne n'ést d'aucune utilité pour le pays » et se prononcent en revanche pour une ligne de Château-Chinon à Montsauche, se rattachant à la ligne Corbigny - Saulieu (la commune d'Arleuf est plus favorable au projet). 
En fin de compte, un compromis est trouvé : la Saône-et-Loire obtenait le 21 mai 1898 la concession de la section comprise dans le département de la Nièvre ; cette concession est rétrocédée le 16 juin 1898 à MM. Coignet et Grosselin. Le 20 juillet 1900 , la section de Corcelles à Château-Chinon fait l'objet d'une loi de déclaration d'utilité publique.
Il  s'agit d'une ligne dite « économique », c'est-à-dire construite à l'économie en limitant les dépenses de construction et notamment en utilisant une voie métrique.

### La construction de la ligne
Le tracé définitif de la ligne tient compte de diverses demandes de modifications de la part des communes concernées. Ainsi le détour par Fâchin n'est initialement pas prévu, la ligne devant initialement emprunter la vallée du Chatz (ou Chaz) d'Arleuf à Château-Chinon. En revanche, une demande, en 1898, du conseil municipal d'Anost visant à créer un embranchement pour une meilleure desserte du bourg (situé à 3 km de la gare) n'a pu être satisfaite. Au niveau de Corcelles, entre les points kilométriques 22.6 et 23.7, les concessionnaires eux-mêmes ont proposé une variante de tracé pour éviter des terrains tourbeux, variante acceptée par le conseil général.
Le cahier des charges prescrit que le rayon des courbes ne doit pas être inférieur à 75 mètres, mais que dans des cas exceptionnels ce rayon peuvent descendre jusqu'à 40 mètres. Lorsque la voie traverse une route, les rails doivent être noyés dans la chaussée.
La construction du tronçon de Corcelles à Château-Chinon débute en 1902, la date initiale prévue pour l'ouverture étant fixée au 22 août 1903. Cependant l'arrêté d'expropriation des terrains n'est enregistré que le 11 novembre 1902. La liste des terrains concernés comprend 274 parcelles sur la commune d'Arleuf, 21 sur celles de Fâchin, 154 sur Château-Chinon (Campagne) et 57 sur Château-Chinon (Ville).
Les travaux les plus coûteux semblent avoir concerné l'ouverture de la tranchée de Fragny (extraction de 32 000 m3 de déblais, dont 15 000 m3 de pierres). Vers la fin des travaux, la pose des rails se fait au rythme de 300 à 350 m par jour.
C'est finalement le 28 août 1904, à 8h50 du matin, que le premier train de voyageurs d'Autun à Château-Chinon entre en gare de Volin, accueilli par la population locale « aux accents de la Marseillaise (...) et aux applaudissements d'une foule sympathique », selon le Journal du Morvan. Il est précédé d'un train parti à 4h50 de Château-Chinon pour effectuer le trajet inverse.

### L'exploitation

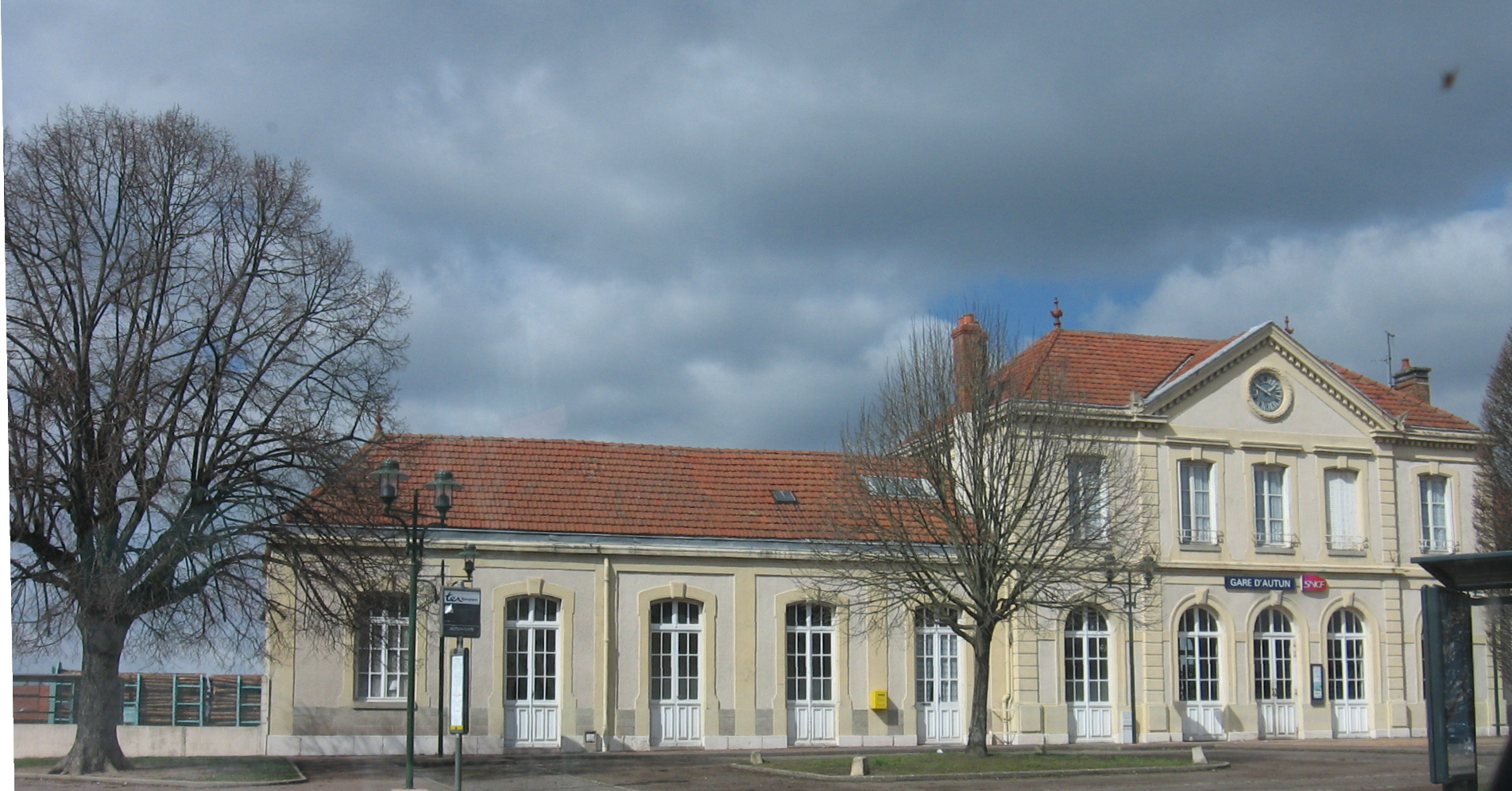
La gare PLM d'Autun, de nos jours

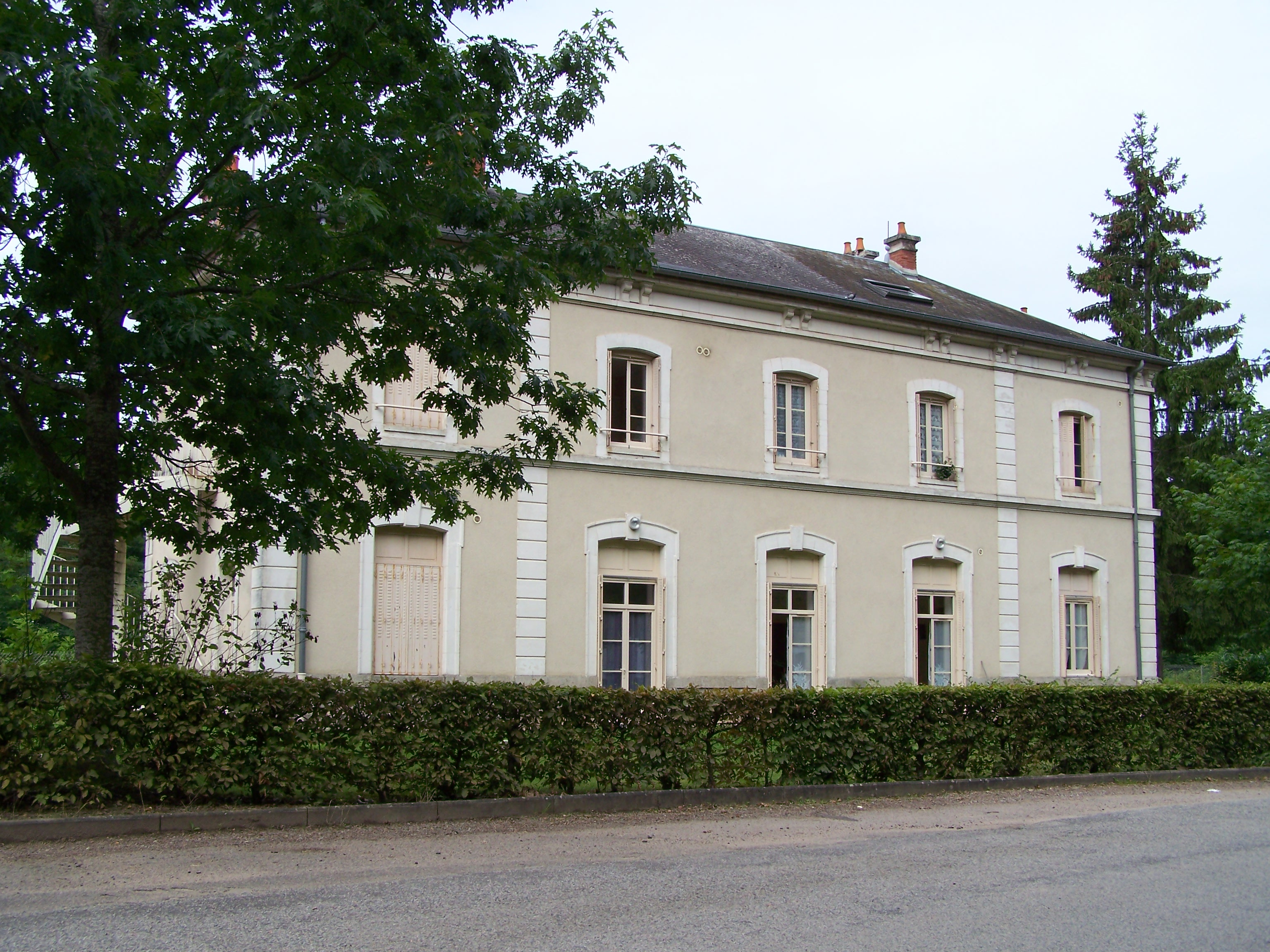
L'ancienne gare PLM de Château-Chinon (Campagne), reconvertie de nos jours en logements

La ligne est ouverte en deux étapes :
- le 28 août 1900, le tronçon Autun - Corcelles (limite du département de Saône-et-Loire)
- le 28 août 1904, le tronçon Corcelles - Château-Chinon (le prolongement jusqu'à Château-Chinon PLM n'a été ouvert que le 1er juin 1905).

Le chemin de fer est exploité de 1900 à 1936, avant de céder la place à l'autocar, qui entre en service partir de 1931. Dès 1932, le trafic voyageurs cesse, et 4 trains de marchandises seulement circulent en 1935 et 1936. 
La concession initialement prévue de soixante-dix ans  aurait dû se terminer le 31 décembre 1965. Selon la convention, le concessionnaire s'engage à « n'employer que du personnel français et du matériel fixe et roulant de provenance française ».
La société concessionnaire originelle (Jeancard) cède la place en 1893 à la compagnie Coignet-Grosselin, puis en 1900 à la  Compagnie des chemins de fer d'intérêt local de Saône-et-Loire. 
En juillet 1924, le département de Saône-et-Loire est autorisé à racheter et exploiter directement en régie le réseau de cette compagnie, en liquidation judiciaire, qui devient alors la Régie départementale des Chemins de fer de Saône-&-Loire, transformée en 1927 en Régie départementale des Chemins de fer & Autobus de Saône-&-Loire.
La ligne est ouverte au trafic voyageur et marchandise : le Tacot assurait également un service postal. Les études initiales tablaient sur des recettes assurées à 75 % par le trafic voyageur et à 25 % par le trafic marchandise. À titre indicatif, les recettes après impôt se montèrent en 1906 à 105 215 francs.
À l'origine, 3 trains circulaient par jour dans chaque sens, puis 4 à partir de 1904, lorsque la ligne est prolongée jusqu'à Château-Chinon et 2 trains à partir de 1915. Des trains supplémentaires sont fréquemment mis en service en fonction des besoins, les jours de foires (surtout la Saint-Ladre, le 1er septembre) ou d'évènements particuliers. Les horaires sont aménagés en conséquence.
La vitesse commerciale initialement prévue (arrêts compris) est de 18 km/h (contre 26 km/h sur la ligne Digoin - Étang-sur-Arroux de la compagnie de chemins de fer départementaux, au profil moins tourmenté) , mais dans la pratique, elle est plus proche de 15, voire 12 km/h.
Chaque convoi comprend en permanence 4 agents : le mécanicien et le chauffeur sur la locomotive, le chef de train et un facteur.
La Première Guerre mondiale cause de nombreuses restrictions au trafic, aussi bien voyageurs que marchandises.
Des essais de traction par automotrice effectués de 1926 à 1928 restent sans suite.
La ligne s'avére la plus mauvaise et la moins rentable du réseau, ce qui explique sa fermeture anticipée.

#### Le trafic voyageurs
En 1906, on avait compté au total 82 751 voyageurs sur la ligne.
Pour la foire de la Saint-Ladre de 1910 à Autun, il y eut trois trains supplémentaires aller et retour, qui transportèrent 986 personnes pour la seule journée du 1er septembre.
Les tarifs, prévus par le cahier des charges de 1895 et appliqués à partir de 1900, restèrent inchangés jusqu'en 1910. Il n'existait que 2 classes (contre 3 sur les grandes lignes à l'époque). Ainsi par exemple, un aller d'Athez-Corcelles à Autun coûtait alors 1,50 franc en 2de classe et 2,45 francs en première ; de Château-Chinon PLM à Autun, 3,10 francs en 2de et 5,15 francs en 1re.
Les jours de marché et de foire, le train régulier du matin était doublé, ou encore circulait avec dix voitures au lieu de six.
On comptait aussi, déjà à l'époque, sur des recettes liées au tourisme, dans cette région pittoresque.

#### Le trafic marchandises
Les tonnages de marchandises les plus importants sur la ligne concernent :
- les bois de chauffage
- les bois de charpente, étais, bois de mines...
- les écorces (utilisées en tannerie)
- les foins et pailles
- les céréales et farines
- les pommes de terre
- les vins et liqueurs
- les matériaux de construction, pierres, sable...
- les engrais et la chaux
- les fers et métaux
- les emballages vides...

Il y a également un important trafic de bétail : bœufs et vaches, veaux et porcs, moutons et chèvres, chevaux.
Le Train permet l'enlèvement des minerais et matériaux extraits à l'époque à proximité : charbon (à Polroy, avant 1910), pierres (aux Blandins, puis aux Corvées), spath-fluor (à La Petite-Verrière et à La Selle), schistes bitumineux à Tavernay…
Il a largement contribué au déclin de la pratique du flottage du bois précédemment en vigueur entre le Morvan et Paris ; pratique moins économique en raison des pertes inévitables.
Le chargement des wagons est souvent assuré par les expéditeurs. Les notes de service de l'époque montrent que les chargements étaient souvent excessifs, notamment en hauteur.

#### Le service postal
En 1913, on a compté pour l'ensemble de la ligne 14 272 expéditions de colis postaux et 23 923 réceptions.

#### Le personnel
Le personnel comprenait essentiellement :
- 1 chef de gare principal, à la gare d'Autun
- 1 chef de gare, à Château-Chinon PLM
- 2 chefs de train (parfois remplacés par des facteurs ou des hommes d'équipe)
- 1 facteur
- 8 garde-station (femmes) + 2 à 4 intérimaires
- 1 garde-halte et poseur (à Vermenoux)
- 4 chefs d'équipe (1 par canton)
- 8 à 12 poseurs-cantonniers
- 8 agents de traction
- des ouvriers de transbordement

À partir de 1928, la semaine de travail comporte 42 heures. Les gares sont fermées entre 10 et 14 h. Les agents n'ont pas le même statut que ceux des grandes lignes. Au 1er janvier 1910, le chef de gare principal perçoit 145 F par mois de 30 jours, un facteur 90 F, un chef de train de 100 à 110 F, un homme d'équipe 80 F, une garde-station de 15 à 25 F.
Une grève des agents a lieu en 1920, diminuant sensiblement le trafic voyageurs.

#### Le matériel roulant

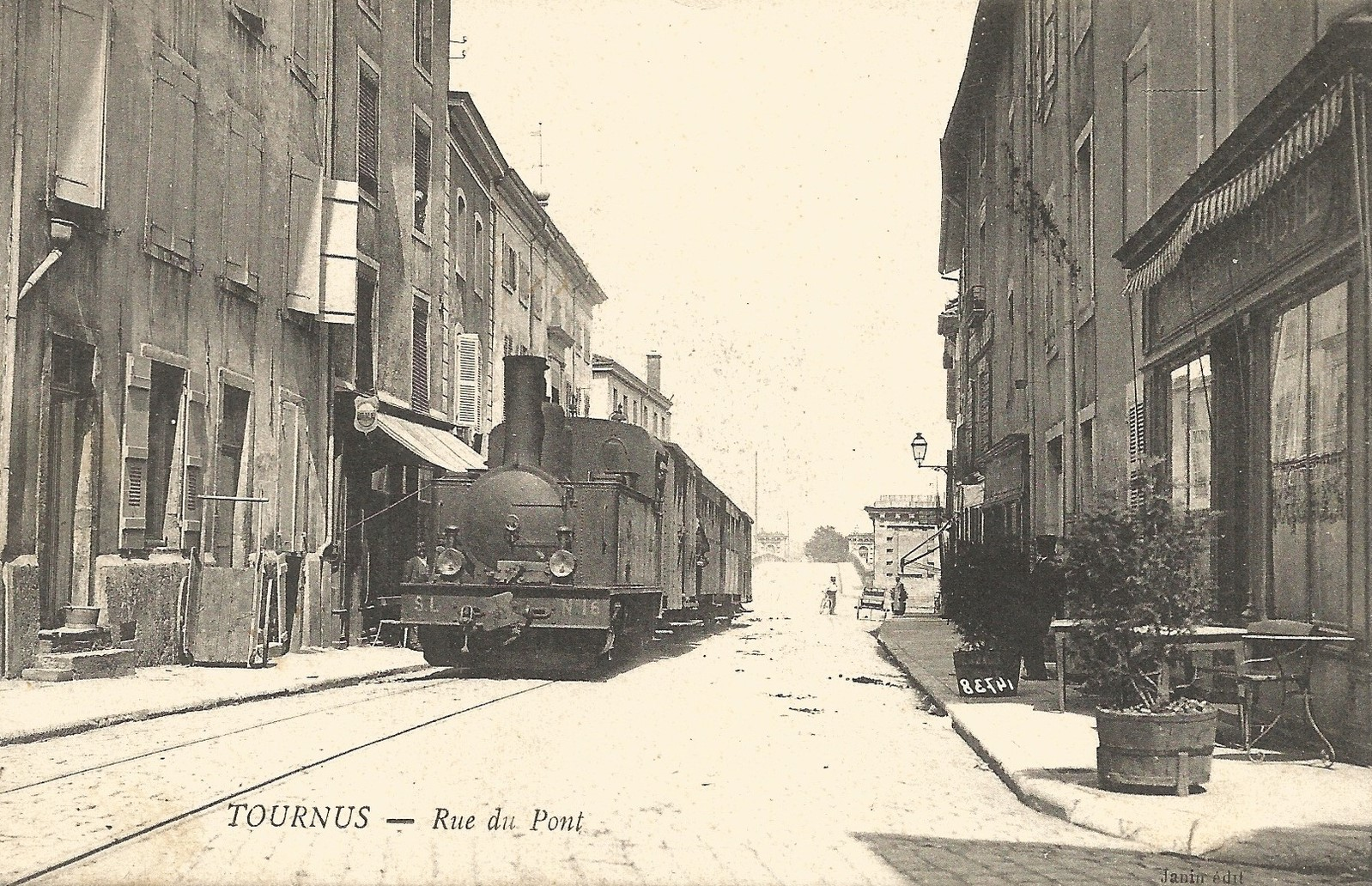
La locomotive n°16 à Tournus

La compagnie des chemins de fer d'interet local de Saône-et-Loire possède, pour l'ensemble des 5 lignes qu'elle exploite, 18 locomotives à vapeur, de type 030T, construites par les établissements Corpet-Louvet et numérotées de 1 à 18 ; les locomotives 4, 11 et 15 sont régulièrement affectées à la ligne d'Autun à Château-Chinon. 
Il existe également  55 voitures de voyageurs, 16 fourgons et 150 à 200 wagons à marchandises.
Les voitures de voyageurs comprenaient 22 places, puis 24 à partir de 1903
Le matériel roulant a une largeur de 2,20 m.

#### Incidents et accidents
Dès le 1er septembre 1900 eut lieu un accident mortel : un cultivateur de 64 ans fut tué par un train de ballast. Divers autres accidents mortels devaient suivre :
- le 31 décembre 1904, un voiturier succombe à la suite d'une collision avec le Tacot à la hauteur de Pré Charmoy (commune de Tavernay).
- le 21 juillet 1908, une femme sourde et muette est tuée sur la voie à Arleuf.
- le 15 novembre 1909, un voiturier qui conduisait trois tombereaux de charbon est heurté mortellement à Autun par un train en manœuvre.
- le 25 septembre 1913, un bûcheron de 29 ans qui s'était engagé sur le ballast près de l'étang d'Yonne au Châtelet (commune de Fâchin) est écrasé et tué.
- le 8 juin 1914, une fillette de 13 ans est écrasée par le train à Arleuf.
- le 18 juillet 1917, un enfant de 11 ans se tue à Autun en essayant de sauter du train.
- le 31 août 1924, un cycliste de 19 ans qui s'était sans doute accroché au train est traîné sur 200 mètres à La Selle et décèdera à l'hôpital d'Autun.
- le 12 novembre 1930, une femme de 55 ans tombe sous le train à La Comaille (commune de Tavernay) et succombera à ses blessures.

De nombreux autres incidents moins graves (déraillements, fausses manœuvres, chargements imprudents, collisions, chutes, malveillance, rixes, vols, animaux échappés ou effrayés, blocages dus à la neige ou aux inondations, glissements de terrain…) sont relatés dans la presse locale et des copies de lettres adressées à la compagnie.
La faible vitesse du train fut parfois un avantage. En effet, le 13 janvier 1910, les assassins d'un couple de personnes âgées à Roussillon-en-Morvan, qui s'étaient enfuis en prenant le Tacot à La Selle, purent être arrêtés à leur arrivée à Autun, un neveu des victimes y étant parvenu avant eux à bicyclette et ayant pu alerter les autorités à temps alors qu'ils s'apprêtaient à prendre le train pour Paris.

### La fermeture
Le trafic voyageurs cesse le 31 juillet 1931, remplacé par un service d'autocars modernes (Cottin-Desgouttes).
Les voies sont déposées entre 1936 et 1939, les  ouvrages d'art métalliques sont démontés.
La plate forme de la voie a été partiellement réutilisée en  route ou chemin (aujourd'hui parfois privés), ou rendu au domaine agricole. Sur les parties en accotement, la route est généralement élargie. Il subsiste de nos jours quelques édifices, dont certaines gares, vendues et transformées en habitations ; celle de La Celle est aujourd'hui une boucherie-charcuterie.

## Le tracé
Une fois le dernier prolongement réalisé en juin 1905, la longueur totale du tracé était de 49,6 km, dont 26,5 km en Saône-et-Loire et 23,1 km dans la Nièvre.
La ligne était jalonnée de gares, arrêts facultatifs et haltes facultatives,.

### Gares, arrêts et haltes

Carte détaillée du tracé de la ligne de chemin de fer d'Autun à Château-Chinon

D'Autun, la ligne se dirigeait vers la limite de la Saône-et-Loire par :
- La Folie (arrêt facultatif)[N 4]
- Pré-Charnoy (arrêt facultatif)
- Tavernay-La Comaille (gare)
- Polroy (arrêt facultatif)
- La Selle-Roussillon (gare)[N 5]
- La Petite-Verrière-Cussy (gare)[N 6]
- Les Chevannes (halte)
- Anost-Vaumignon (gare)
- Velée (arrêt facultatif)
- Athez (arrêt facultatif)
- Athez-Corcelles (gare)

Elle passait ensuite dans le département de la Nièvre en empruntant la vallée de l'Yonne, par :
- Fragny (arrêt facultatif)[N 7]
- Les Malpènes (arrêt facultatif)
- Arleuf (gare)
- Les Blandins (arrêt facultatif)
- Fâchin-Le Châtelet (gare)
- Vermenoux (halte)
- Précy (arrêt facultatif)
- Château-Chinon (Ville) (gare)
- et Château-Chinon Terminus, où elle rejoignait la ligne PLM

Le convoi pouvait aussi observer à l'occasion d'autres haltes, non officielles.
| Pt km  | Lieu de l'arrêt            | Type d'arrêt                             | Coordonnées                 | Altitude |
| ------ | -------------------------- | ---------------------------------------- | --------------------------- | -------- |
| 0      | Autun                      | Gare (terminus) Correspondance ligne PLM | 46° 57′ 18″ N, 4° 17′ 36″ E | 306 m    |
| 3      | La Folie                   | Arrêt facultatif                         | 46° 57′ 25″ N, 4° 17′ 11″ E | 288 m    |
| 4      | Les Moreaux                | Halte facultative                        | 46° 58′ 24″ N, 4° 15′ 54″ E | 297 m    |
| 6      | Pré Charmoy                | Arrêt facultatif                         | 46° 58′ 52″ N, 4° 15′ 16″ E | 313 m    |
| 6,532  | Tavernay - La Comaille     | Gare                                     | 46° 59′ 41″ N, 4° 14′ 19″ E | 329 m    |
| 10     | Polroy                     | Arrêt facultatif                         | 47° 00′ 18″ N, 4° 11′ 51″ E | 337 m    |
| 11,252 | La Selle - Roussillon      | Gare                                     | 47° 00′ 42″ N, 4° 11′ 05″ E | 336 m    |
| 15,269 | La Petite-Verrière - Cussy | Gare                                     | 47° 03′ 01″ N, 4° 09′ 29″ E | 360 m    |
| 18,555 | Les Chevannes              | Halte facultative                        | 47° 03′ 22″ N, 4° 07′ 51″ E | 381 m    |
| 19,791 | Anost - Vaumignon          | Gare                                     | 47° 03′ 32″ N, 4° 06′ 55″ E | 390 m    |
| 21     | Velée                      | Arrêt facultatif                         | 47° 03′ 18″ N, 4° 06′ 19″ E | 410 m    |
| 23,725 | Athez - Corcelles          | Gare (terminus jusqu'en août 1904)       | 47° 02′ 36″ N, 4° 04′ 41″ E | 467 m    |
| 28     | Fragny                     | Halte facultative                        | 47° 02′ 55″ N, 4° 03′ 48″ E | 615 m    |
| 29     | Les Malpennes              | Arrêt facultatif                         | 47° 02′ 51″ N, 4° 03′ 11″ E | 645 m    |
| 32     | Arleuf                     | Gare                                     | 47° 02′ 36″ N, 4° 01′ 29″ E | 626 m    |
| 35     | Les Blandins               | Arrêt facultatif                         | 47° 01′ 27″ N, 4° 00′ 06″ E | 575 m    |
| 38     | Fâchin - Le Châtelet       | Gare                                     | 47° 00′ 53″ N, 3° 59′ 12″ E | 490 m    |
| 42     | Vermenoux                  | Halte facultative                        | 47° 02′ 19″ N, 3° 57′ 39″ E | 420 m    |
| 44     | Précy                      | Arrêt facultatif                         | 47° 03′ 01″ N, 3° 56′ 59″ E | 550 m    |
| 46,5   | Château-Chinon (Ville)     | Gare (terminus jusqu'en juin 1905)       | 47° 03′ 51″ N, 3° 56′ 13″ E | 525 m    |
| 49,6   | Château-Chinon (Campagne)  | Gare (terminus) Correspondance ligne PLM | 47° 04′ 18″ N, 3° 55′ 35″ E | 450 m    |

### Le profil
Le relief difficile du Morvan, fortement vallonné dans cette partie du massif, impose à la ligne un tracé comprenant de fortes dénivellations, particulièrement dans la partie nivernaise.
Les terminus d'Autun et Château-Chinon se situent respectivement à 306 m et 450 m, le point culminant de la ligne est  à 656 m, entre les Malpènes et Arleuf, à la limite des bassins de la Loire et de la Seine.

Vue en coupe du tracé de la ligne Autun-Château-Chinon illustrant les forts dénivelés de la ligne

## Les caractéristiques
La voie est à écartement métrique ; elle utilise du « rail Vignole », d'un poids de 20 kg/m, reposant sur des traverses espacées de 85 cm. Le tracé, qui suit le relief, comporte des rampes importantes, de 45 et 50 mm/m. 
Le parcours complet de la ligne demande environ 2 heures et demie. Les premiers horaires de 1900 indiquent une durée de trajet d'1 heure et 9 minutes entre Autun et Athez-Corcelles, dans les deux sens.
Les gares sont reliées entre elles par le téléphone, mais celui-ci est souvent défectueux. Elles possèdent  une grue, certaines une bascule migrant de gare en gare en fonction des besoins. Les principales gares possédaient des ponts à bascule de 20 tonnes, permettant le pesage des wagons. 
Chaque gare  comprend un bâtiment de voyageurs de 45 m2 de surface couverte avec logement pour un employé à poste fixe ; Autun, Corcelles et Château-Chinon possèdent une alimentation en eau pour les locomotives. Les haltes comprennent un abri et un quai découvert. Les principales installations de maintenance, dépôt, ateliers et bureaux se trouvent à Autun.